# Ana (yacimiento)

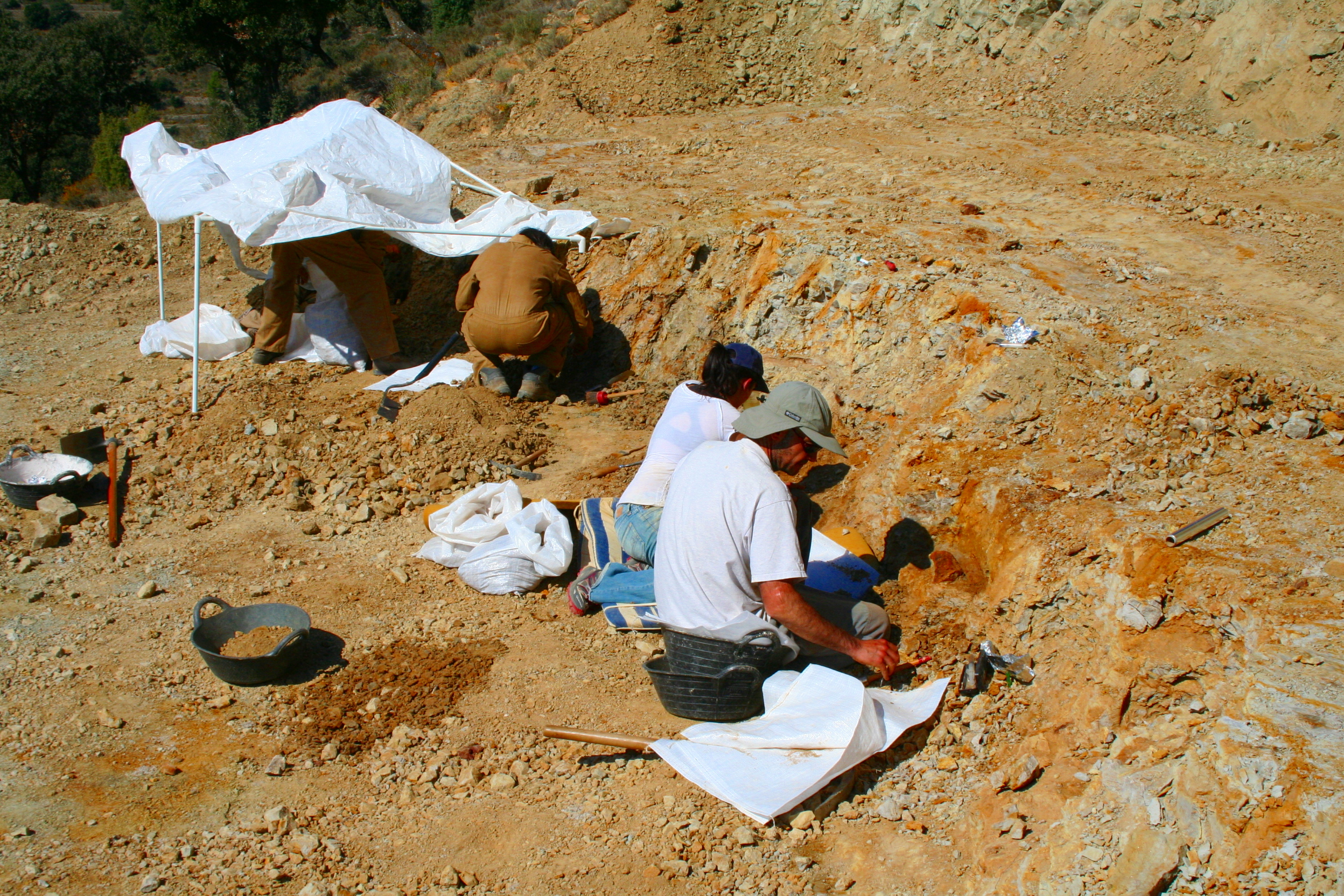
Excavación en el yacimiento de Ana en 2008 (Cinctorres).

El yacimiento de Ana (nombrado así en honor a una de las hijas del descubridor) se encuentra localizado en el término municipal de Cinctorres (Castellón, Comunidad Valenciana, España). Contiene fósiles de dinosaurios de hace unos 115 millones de años de antigüedad, pertenecientes por tanto al Cretácico Inferior.

## Descubrimiento
El yacimiento fue descubierto en 1998 por el geólogo Ramón Ortí, quien, siguiendo las indicaciones de varios habitantes de la localidad, especialmente de Pedro Querol, descubrió unos huesos de grandes dimensiones en una finca perteneciente a José Casanova. El nombre del yacimiento se debe a una de las hijas del descubridor.

## Historia de las campañas de excavación
Después de un intento de excavar el yacimiento en 1999, se retoma a principios del año 2002 por los paleontólogos del Grup Guix de Villarreal, quienes conocían la existencia del yacimiento gracias a Serafí Sorribes. Debido al interés por parte del ayuntamiento de la localidad y del responsable del Museo Municipal, el Grup Guix contacta con el Instituto de Paleontología Miquel Crusafont de Sabadell. Conjuntamente se evalúa la relevancia del yacimiento, llegando a la conclusión de que es necesaria una excavación de urgencia para desenterrar los fósiles en deterioro expuestos en superficie y la búsqueda de nuevos restos. Esta excavación fue realizada en mayo de ese mismo año por los dos grupos paleontológicos junto con el ayuntamiento de Cinctorres, en la que se extraen 74 fósiles de dinosaurios. Como consecuencia de ese número, se decide realizar otra campaña cuatro meses después, en septiembre, en la que se desentierran 97 nuevos fósiles.
En 2003 se deniega el permiso de excavación. En 2004 se consiguen dichos permisos y el día 25 de septiembre comienza la tercera campaña, en la que se extrae un total de 119 fósiles. En la cuarta campaña de excavación, que comienza el 26 de septiembre de 2004, con 81 nuevos restos. En 2006 se deniegan de nuevo los permisos de excavación.

## Dinosaurios
Los restos de dinosaurios encontrados principalmente pertenecen a iguanodóntidos, animales herbívoros de los que se han hallado restos de dientes, parte de una mandíbula, una escápula, vértebras, una tibia una fíbula. Estos animales eran de una talla media superior a la del resto de iguanodóntidos del centro de Europa. También se han encontrado fósiles de dientes y vértebras de dos especies de animales carnívoros del grupo de los terópodos, como Vallibonavenatrix.[cita requerida]